# کیم بو یون
کیم بو یون (کره‌ای: 김보윤؛ زادهٔ ۱۸ دسامبر ۲۰۰۱) بازیگر اهل کره جنوبی است. او به خاطر ایفای نقش در درام‌هایی همچون بازیگران خوب، خانم حمورابی، در هجده سالگی و ما همه مرده‌ایم شناخته می‌شود. او همچنین در فیلم‌های جزیره کشتی جنگی، آقای گو و عشق، دروغ‌ها حضور پیدا کرده‌است.

## فیلم‌شناسی

### فیلم
| سال  | عنوان               | عنوان       | نقش          | منابع  |
| سال  | انگلیسی             | کره‌ای       | نقش          | منابع  |
| ---- | ------------------- | ----------- | ------------ | ------ |
| ۲۰۱۳ | خوشحالی برای فروش   | 미나문방구  | سو-یونگ      | [ ۸ ]  |
| ۲۰۱۳ | آقای گو             | 미스터 고   | سانی         | [ ۹ ]  |
| ۲۰۱۶ | عشق، دروغ‌ها         | 해어화      | یان          | [ ۱۰ ] |
| ۲۰۱۶ | فمیلی‌هود            | 굿바이 싱글 | اوک هی       | [ ۱۱ ] |
| ۲۰۱۷ | جزیره کشتی جنگی     | 군함도      | دختر چوسان   | [ ۱۲ ] |
| ۲۰۱۸ | هیچ‌هایک فراموش‌نشدنی | 히치하이크  | هیو-جونگ     | [ ۱۳ ] |
| ۲۰۲۰ | هتل لیک             | 호텔 레이크 | سو اون-کیونگ | [ ۱۴ ] |
| ۲۰۲۲ | همدردی              | 동감        | یو روم       | [ ۱۵ ] |

### مجموعه‌های تلویزیونی
| سال  | عنوان                            | نقش               | منابع  |
| ---- | -------------------------------- | ----------------- | ------ |
| ۲۰۱۴ | چه اتفاقی برای خانواده‌ام افتاده؟ | جوانی کانگ سو-وول | [ ۱۶ ] |
| ۲۰۱۵ | دختر من گوم ساوول                | کانگ دال-ره       | [ ۱۷ ] |
| ۲۰۱۶ | شب روشن                          | شین سونگ-می       | [ ۱۸ ] |
| ۲۰۱۷ | بلک                              | سو-جین            | [ ۱۹ ] |
| ۲۰۱۸ | خانم حمورابی                     | هان سو-یون        | [ ۲۰ ] |
| ۲۰۱۹ | لحظه‌ای در هجده سالگی             | کوان دا-هیون      | [ ۲۱ ] |
| ۲۰۲۰ | بازیگران خوب                     | نام جو-یون        | [ ۲۲ ] |
| ۲۰۲۲ | ما همه مرده‌ایم                   | سو هیو-ریونگ      | [ ۲۳ ] |
| ۲۰۲۲ | صدای جادو                        | کیم سو-هی         | [ ۲۴ ] |

### برنامه‌های اینترنتی
| سال  | عنوان      | نقش               | منابع  |
| ---- | ---------- | ----------------- | ------ |
| ۲۰۲۲ | جوانی ام‌تی | عضو گروه بازیگران | [ ۲۵ ] |